# Museo del Romanticismo (Madrid)
El Museo del Romanticismo es un museo español, de titularidad estatal, situado en Madrid. Conserva una importante colección de objetos históricos y artísticos centrada en la vida cotidiana y las costumbres del siglo XIX, con especial atención a la corriente estética del Romanticismo.
En un primer momento el museo fue conocido con el nombre de Museo Romántico, pero tras la reforma que concluyó en 2009 se adoptó el nombre actual. La sede se encuentra en la calle de San Mateo, en el barrio de Justicia (distrito Centro), ocupando el antiguo palacio del marqués de Matallana, edificio de trazas clasicistas de Manuel Rodríguez García, quien se encargó de su construcción en 1776.
Es un museo nacional de España adscrito al Ministerio de Cultura, de gestión exclusiva de la Dirección General de Bellas Artes y Patrimonio Cultural.

## Introducción
El romanticismo es un movimiento artístico y literario que se implantó en Europa a principios del siglo XIX, si bien sus características y cronología varían de un país a otro. Consistió en una nueva manera de sentir y entender la vida, definida, entre otras, por las ideas de contradicción e inestabilidad. De igual manera que cada país experimentó el movimiento romántico con unas características y cronología diferente, hubo una serie de temas y rasgos comunes:
- Sentimientos y emociones frente al racionalismo. La sociedad romántica libera sus emociones, abarcando desde el entusiasmo hasta la melancolía.
- Individualismo. Predomina el culto al yo, centro máximo de la vida, frente a la disciplina neoclásica.
- Inspiración e imaginación como fuente de conocimiento. El arte sugiere una realidad más profunda detrás de todo aquello que percibimos de manera habitual.
- Ansia de libertad. Fruto del individualismo, al cual se opone el tema del destino.
- Escapismo. Rechazo del presente y de la realidad, por lo que se busca un ideal.
- Exaltación de los valores nacionales. Interés por la historia debido a la búsqueda de los rasgos peculiares de cada nación.

En España, el romanticismo se extendió aproximadamente durante el reinado de Isabel II (1833-1868), siendo debida esta implantación tardía a la Guerra de la Independencia y sus consecuencias. A la muerte de Fernando VII, en 1833, seguía en un segundo plano y no será hasta los años 40 cuando se imponga definitivamente. 
En otros países europeos, como Inglaterra, Francia o Alemania, la revolución burguesa experimentó un gran crecimiento durante el siglo XIX, pero España era todavía un país poco industrializado y junto al avance de la siderurgia o el ferrocarril convivía un amplio porcentaje de campesinos sin tierras. 
Sin embargo, a lo largo del siglo se produjo un proceso revolucionario que sustituyó el Antiguo Régimen por un nuevo sistema, el capitalismo, que conllevó una transformación de las bases económicas y sociales. Fruto de esa transformación surgió una burguesía comercial, financiera e industrial, que deseaba afirmarse según su ideal y sus valores. El tema por antonomasia de escritores y artistas fue la captación de los valores y el comportamiento social de estas clases medias.

## Historia
Los orígenes del Museo están ligados a la figura de Benigno de la Vega-Inclán, II marqués de la Vega-Inclán, filántropo y mecenas que quiso dar a conocer el patrimonio correspondiente al periodo que delimitó entre 1808 y 1860, y fundador asimismo del Museo del Greco de Toledo y del Museo Casa de Cervantes de Valladolid. En 1911 fue elegido por Alfonso XIII como Comisario Regio de Turismo y su labor se centró en el fomento del turismo en España y en la protección y promoción del patrimonio histórico. En este contexto destacó la fundación de la Casa de Cervantes en Valladolid, el Museo del Greco en Toledo y el Museo Romántico en Madrid.

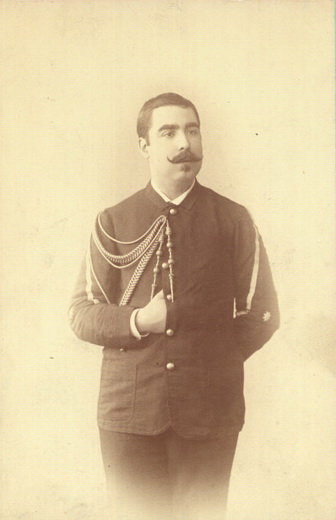
Benigno de la Vega-Inclán, promotor del Museo

En otoño de 1921 se organizó una exposición en los salones de la Sociedad Española de Amigos del Arte, en el Palacio de Bibliotecas y Museos, donde, distribuidos en tres salas y en un montaje dirigido por Pedro Muguruza, se expusieron 86 cuadros y algunos muebles, todo ello propiedad del marqués que donó al Estado español. Fruto de la exposición nació el libro Tres salas del Museo Romántico (1921), de Vegue y Goldoni y Sánchez Cantón, en el que estudian la pintura y pintores de la colección Vega-Inclán.
El marqués, en el prólogo de dicho libro, muestra su intención de crear un Museo Romántico, abarcando el periodo que transcurre entre la Guerra de la Independencia (1808) y la de África (1860), para tratar de preservar la memoria del Romanticismo español, una etapa de grandes logros literarios y artísticos a nivel nacional, y sugiere como sede el antiguo Hospicio. En diciembre de 1922 José Ortega y Gasset pronunció una conferencia titulada Para un Museo Romántico, en la que explicaba las aspiraciones del marqués y sugería el antiguo Hospicio como sede para el Museo en Madrid, así como su importancia como símbolo de una generación.

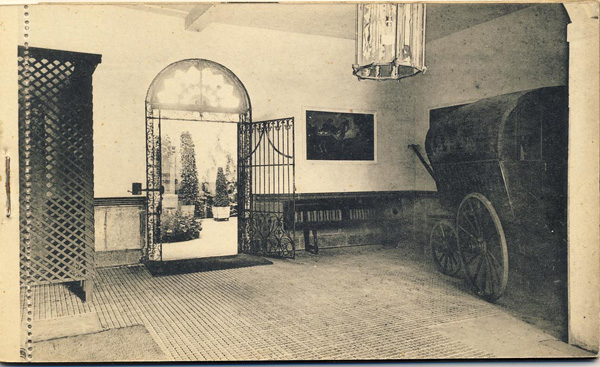
El zaguán en 1924

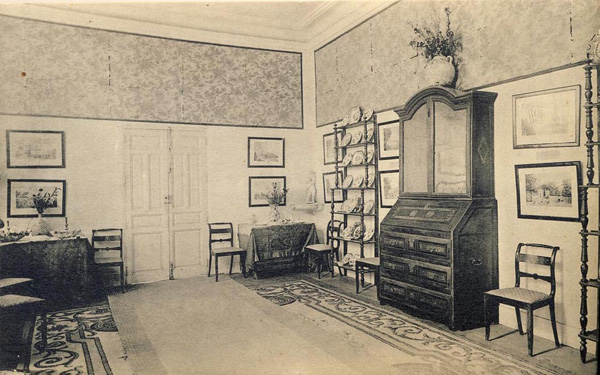
El comedor en 1924

En enero de 1923 el Ministerio de Instrucción Pública mostró su disposición de instalar el Museo en el antiguo Hospicio pero la Diputación Provincial de Madrid no permitió la cesión por ser de su propiedad. En julio del mismo año, el marqués alquiló a Francisco de Paula Fernández de Córdoba y Fernández, conde de la Puebla del Maestre, la casa situada entre las calles San Mateo y Beneficencia. En 1924 ordenó acondicionar algunas zonas del edificio y el 1 de junio nacía el Museo Romántico, con 86 cuadros y los muebles de la colección del marqués, junto a otras donaciones.
En 1927 el Estado compró el edificio como sede permanente del museo y en 1931 se creó el Patronato de las Fundaciones Vega-Inclán. Tras el fallecimiento del marqués, en enero de 1942, sus bienes fueron legados al Estado y dos años después se llevó a cabo la primera reforma del Museo. En mayo de 1945 volvió a abrir al público, con Mariano Rodríguez de Rivas como director. Este fue su verdadero impulsor, siendo su mandato uno de los más fecundos en la historia del Museo.

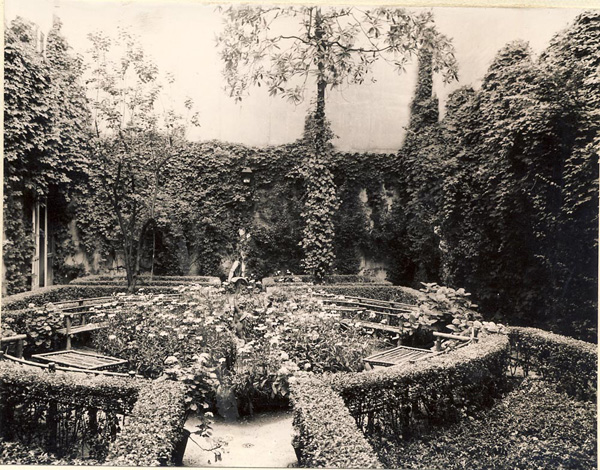
El jardín en 1950

Creó una biblioteca romántica y un salón de actos que sirvió, junto al jardín y a los patios, para acoger diversas actividades como conciertos, recitales poéticos, exposiciones temporales y conferencias. También fueron destacadas las fiestas y reuniones que se organizaban, a las que acudía lo más selecto de la sociedad madrileña. Entre ellas tuvo especial repercusión la celebrada el 11 de mayo de 1949, en honor de Ramón Gómez de la Serna, a la cual los asistentes acudieron ataviados con trajes de época. En 1958 accedió a la dirección Elena Gómez-Moreno, hija de Manuel Gómez-Moreno. Se ejecutaron nuevas reformas y continuó las labores de difusión de su predecesor con distintos actos como sesiones musicales, conferencias, recitales y exposiciones. En 1959 se realizó un nuevo inventario, que sustituyó al de 1949, y se dio un gran impulso a las publicaciones, promoviendo varios estudios sobre el Museo y el Romanticismo.
En 1987 accedió una nueva directora, Rosa Donoso Guerrero, con quien se llevan a cabo dos nuevas reformas, en 1990 y en 1997, de la mano del arquitecto Ignacio Gárate. Se organizaron exposiciones temporales, todas ellas acompañadas de ciclos de conferencias y catálogo. En 1994 nació la Asociación de Amigos del Museo Romántico, cuyos antecedentes se retraen a 1961 con la asociación Amigos del Museo Romántico, con el objetivo de promover actividades y apoyar al Museo. A partir de 1997, con Begoña Torres González en la dirección, siguieron los actos de difusión con conferencias, exposiciones y conciertos.
El museo se concibió no como una mera exposición de objetos, sino con la intención de que mediante la recreación del ambiente, el visitante se sintiera transportado a la época romántica, llegando a adquirir gran renombre precisamente por la fidelidad, exactitud y autenticidad con que presentaba ese ambiente decimonónico, y por su carácter íntimo y recoleto, alejado del concepto de museo-espectáculo de masas que se puso de moda a finales del siglo XX.
En 2001, el Museo cerró al público con motivo de una nueva reforma en el edificio, toda vez que sus instalaciones demandaban mejoras acordes con los criterios museográficos propios del siglo XXI. Esta reforma incluyó una rehabilitación total del inmueble, la reordenación de las salas y del discurso expositivo con un objetivo educativo y didáctico, procurando mantener el espíritu de casa-museo que le era tan propio, y la creación de servicios básicos para el visitante. Su reapertura tuvo lugar en 2009, bajo la denominación de Museo del Romanticismo, y desde entonces ha continuado la labor de difusión a través de un intenso programa de actividades. En 2010 accedió a la dirección Asunción Cardona Suanzes. Desde ese año las tareas de difusión se han visto incrementadas gracias a la labor llevada a cabo a través de las redes sociales, en las cuales el Museo sobresale especialmente.
En 2021 se designó como Directora del Museo a Carolina Miguel Arroyo, miembro del Cuerpo Facultativo de Conservadores de Museos desde 2009.

## Sede
El Museo se ubica en el antiguo palacio del marqués de Matallana, un edificio neoclásico situado entre las calles San Mateo y Beneficencia, en el barrio de Justicia, distrito Centro, en Madrid. Su arquitecto fue Manuel Martín Rodríguez según la identificación hecha a mediados del siglo XX por el marqués de Saltillo, pero en realidad su autoría hay que atribuírsela a Manuel Rodríguez García, primo hermano del también arquitecto Ventura Rodríguez.

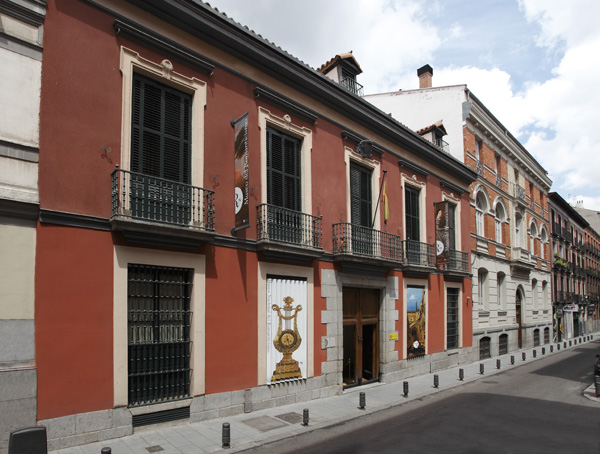
Fachada de la calle San Mateo

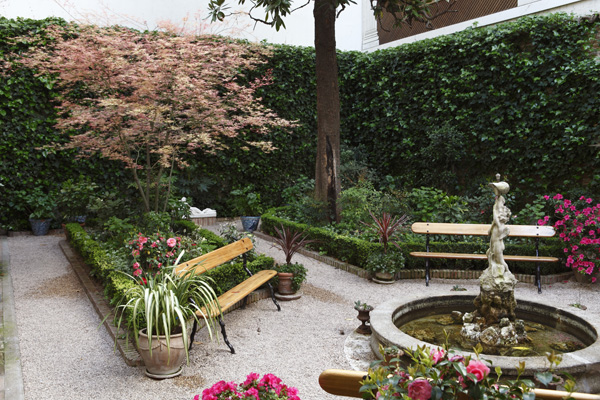
Jardín

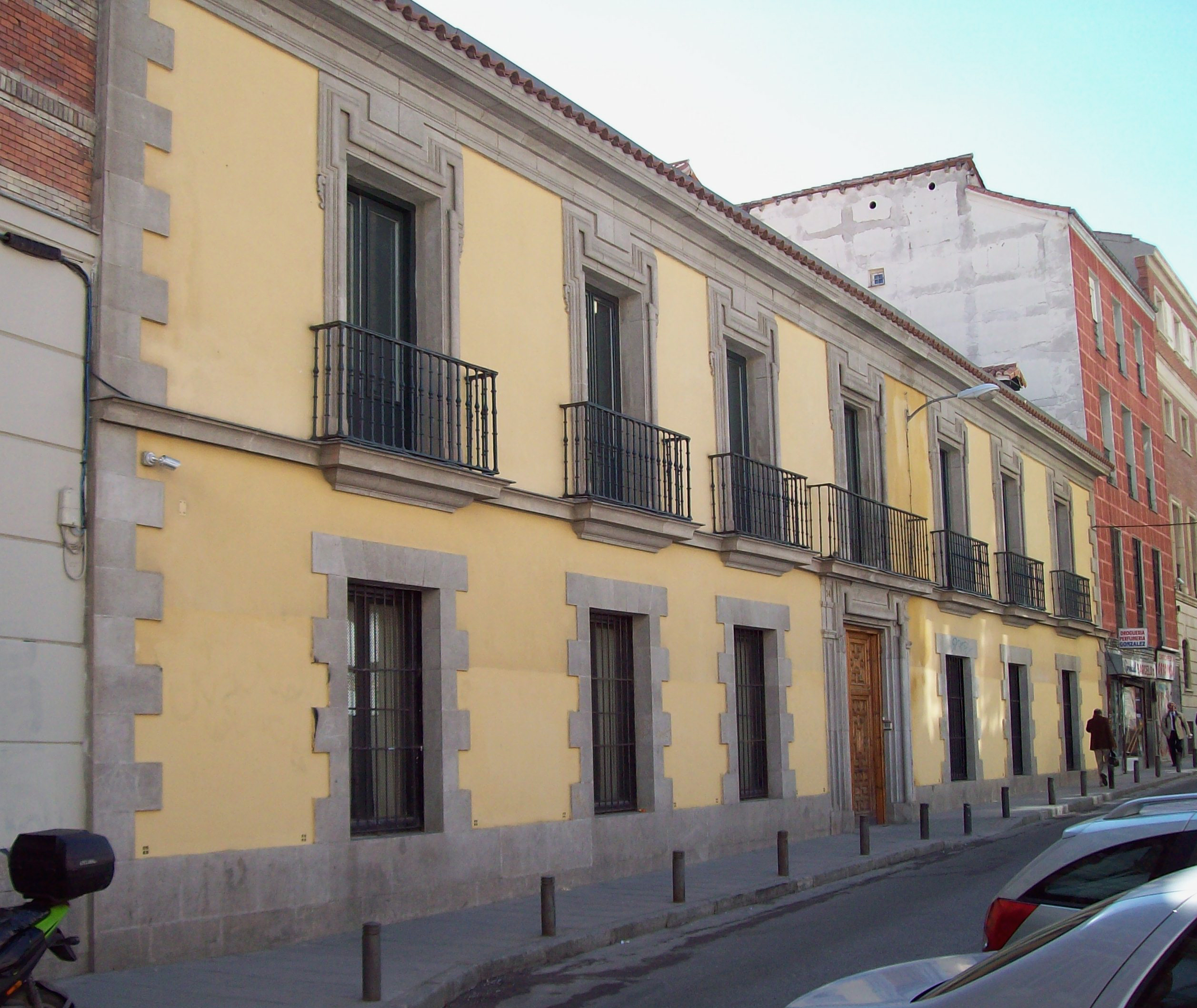
Fachada de la calle Beneficencia

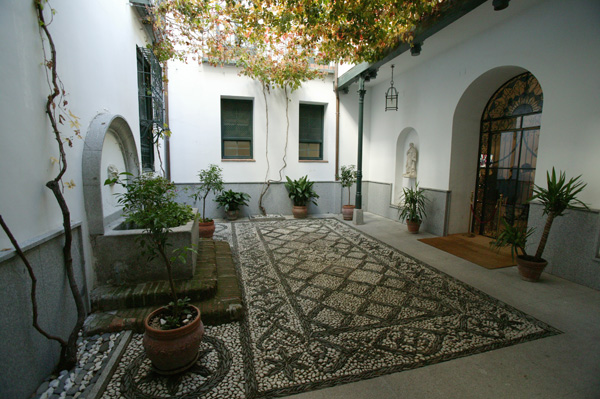
Patio San Mateo

Su construcción se inició en 1776, finalizándose entre 1777 y 1779. Es un ejemplo representativo de vivienda noble del Antiguo Régimen en la capital madrileña, presentando elementos muy comunes a este tipo de edificios, como el amplio portón de entrada formado por sillares de granito, ventanales con balcón de forja en el piso noble, o la techumbre abuhardillada. El arquitecto mantuvo algunos recuerdos barrocos en la composición de la fachada, con marcos ligeramente quebrados en el primer piso; predominan, sin embargo, la severidad y simetría propias del Neoclasicismo que triunfaba en esa época.
El solar, anteriormente, había pertenecido al monasterio de San Martín en el siglo XVI, a José Sibari y Juan de Echazu en el siglo XVII, hasta que fue adquirido por el marqués de Matallana, Rodrigo de Torres y Morales. El proyecto inicial presentaba un edificio de dos plantas, con un planteamiento simétrico en sus dos fachadas, aunque finalmente solo se construyó una planta baja y un primer piso, tal y como permanece actualmente. Presenta escasa decoración, que se limita a las molduras que rodean los vanos, y la distribución interior se organizó en torno a tres patios.
Desde principios del siglo XIX, sus dueños fueron los condes de la Puebla del Maestre, quienes incrementaron la ornamentación de la fachada, con un aspecto más palaciego, siendo el que todavía se conserva. Entre otros detalles añadieron su escudo nobiliario —mantelado de Pacheco, partido de Códova y el mantel de Cárdenas con collar de Carlos III— y repisas y molduras en la parte superior e inferior de los balcones. De la relación de condes, el más trascendente para la historia del Museo es Francisco de Paula Fernández de Córdoba y Fernández, quien en 1923 arrendó la casa a la Comisaría Regia del Turismo y en 1927 la vendió al Estado.
En 1870-72 el Instituto Geográfico Nacional levantó un parcelario de Madrid, gracias al cual conocemos el estado de la casa a finales del siglo XIX. Su ordenamiento interior era prácticamente el mismo que se conserva hoy, salvo pequeñas diferencias; así, la simetría inicial de la fachada trasera había desaparecido y en la planta baja existían tres estancias y una escalera ya desaparecidas.
En 1923 la casa fue alquilada por el marqués de la Vega-Inclán, quien acondicionó la parte principal del edificio para su nuevo destino como sede de la Comisaría Regia de Turismo y al año siguiente alojó en ella su colección, creando el Museo Romántico. En 1927 fue comprada definitivamente por el Estado, dando lugar al desarrollo de una serie de intervenciones con el objetivo de acondicionar el edificio a las nuevas necesidades museológicas.
Entre 1944 y 1974 el encargado de las mismas fue José Manuel González-Valcárcel, quien llevó a cabo distintos trabajos como la reforma de la fachada trasera, que dejó de tener ese carácter y se convirtió en un acceso principal alternativo, la vinculación mediante un recorrido circular de todas las salas de la planta principal, reparación y consolidación de cubiertas y forjados o el proyecto de creación de un salón de actos y exposiciones. Este proyecto fue finalmente llevado a cabo entre 1978 y 1982 por Fernando Chueca Goitia.
En 1988, con toda la superficie del edificio disponible, tras el traslado de los materiales de otras colecciones ajenas al Museo, se plantea un Plan Director para el Museo Romántico de la mano de Ignacio Gárate Rojas. En el mismo, se busca la ampliación del edificio y la redistribución interior para ganar más espacio expositivo. De todo lo planificado, en 1996 se terminó esta fase con el traslado de los servicios de dirección, administración, restauración y depósitos desde la planta baja a la planta bajo cubierta.
Una última fase de rehabilitación, de la mano de Ginés Sánchez Hevia, afectó a zonas de la planta baja, como patios y vestíbulo, y se llevó a cabo el proyecto museográfico de la exposición permanente, con una recreación más exhaustiva de las estancias y una ampliación de los itinerarios y temáticas.

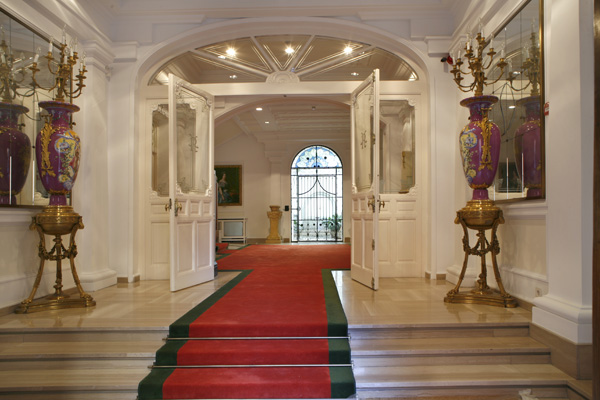
Entrada
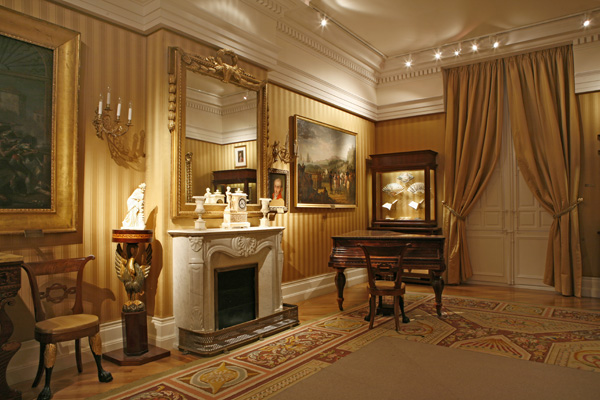
Sala Antesalón III
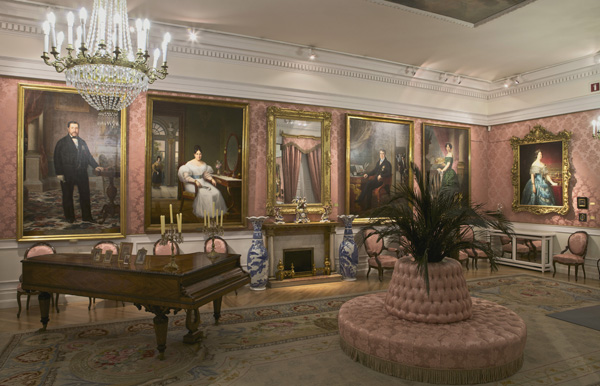
Salón de baile
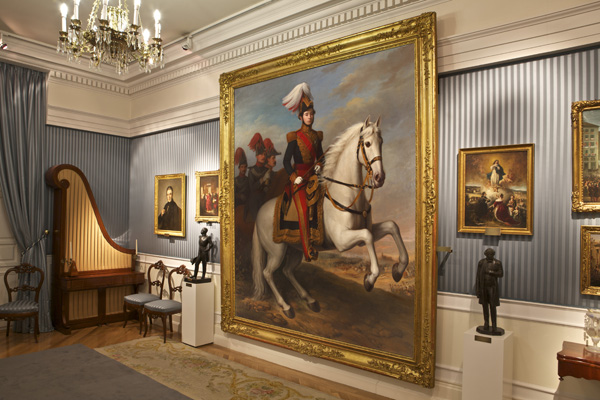
Sala Antesalón V
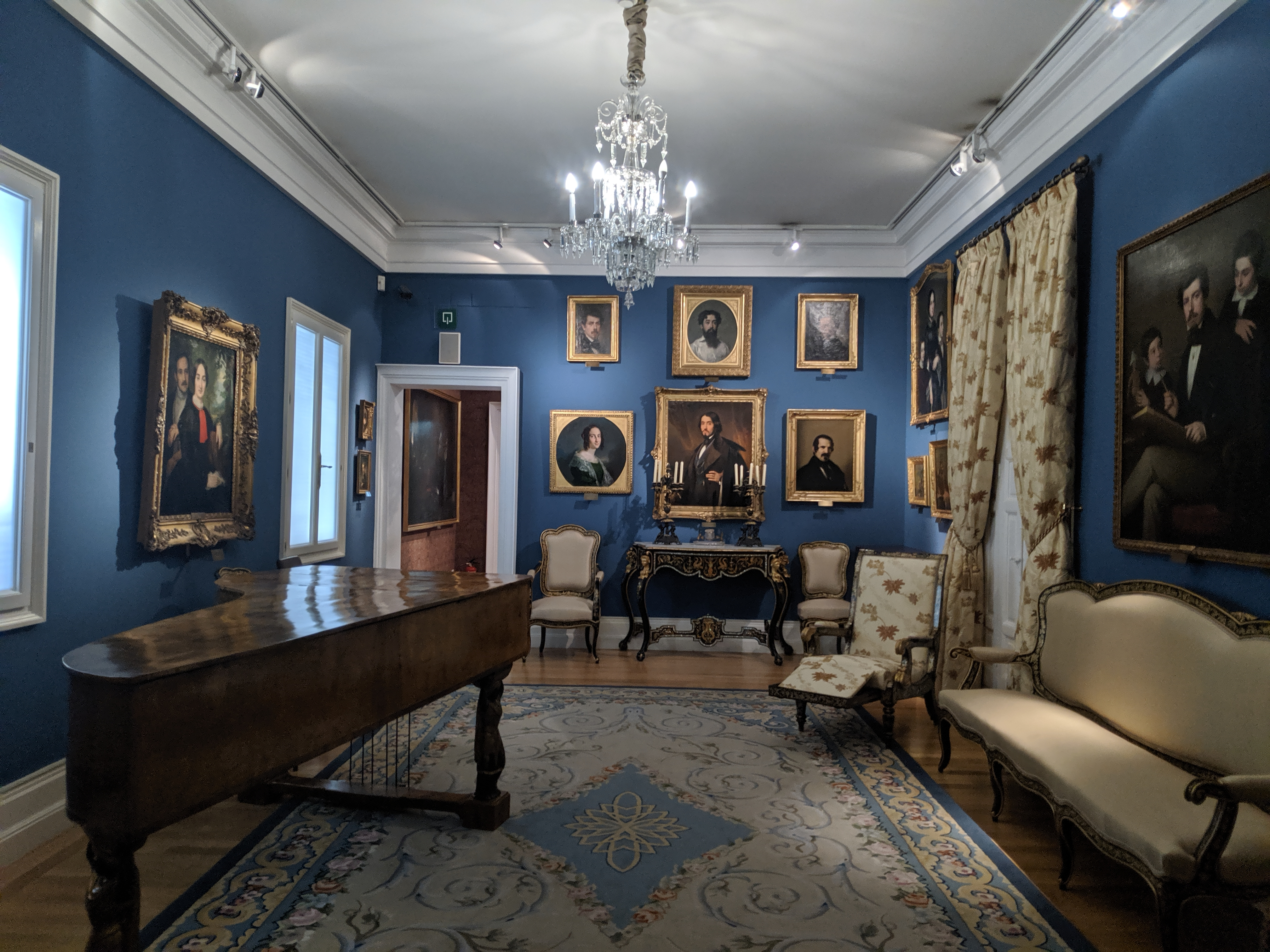
Sala XX
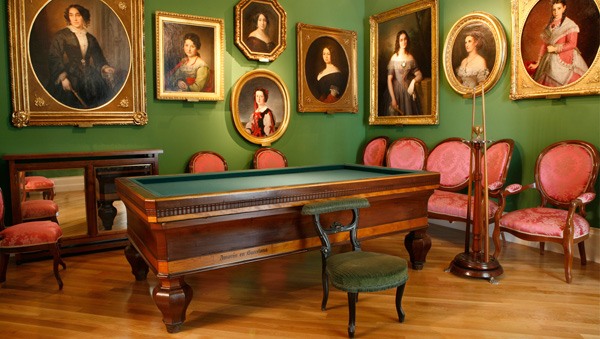
Sala de billar
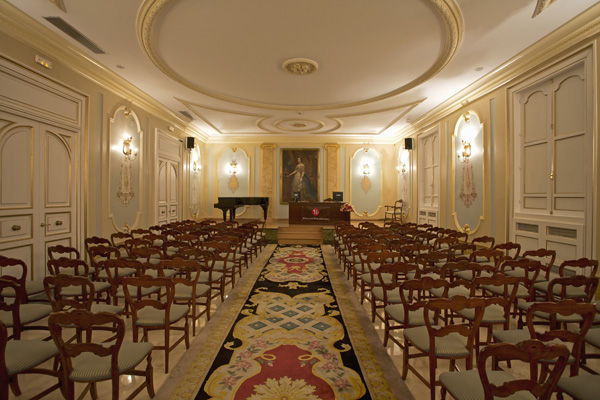
Auditorio

## Colecciones

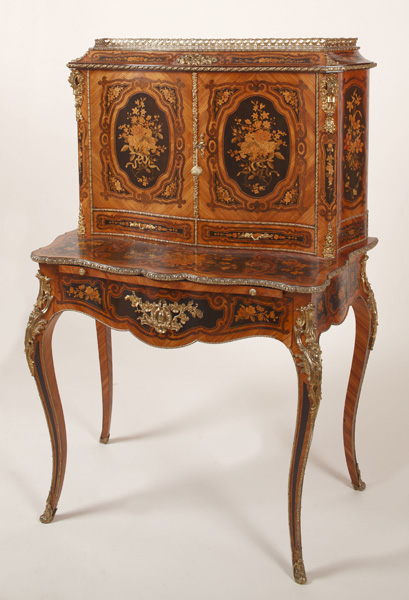
Escritorio de Carolina Coronado

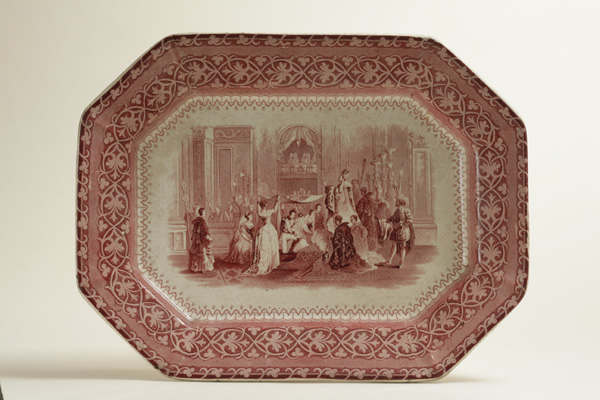
William Adams & Sons: Fuente conmemorativa de las bodas de Isabel II y su hermana

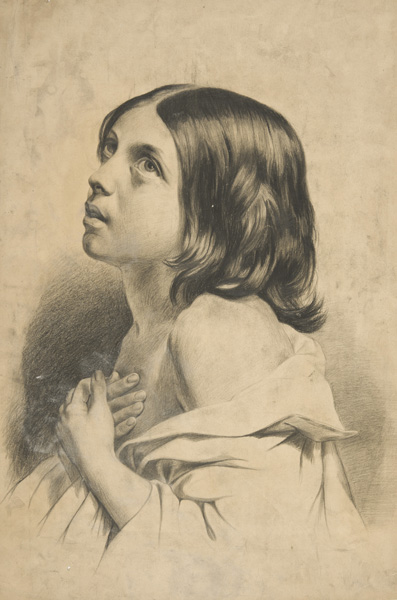
Laura García de Giner: Retrato de niña

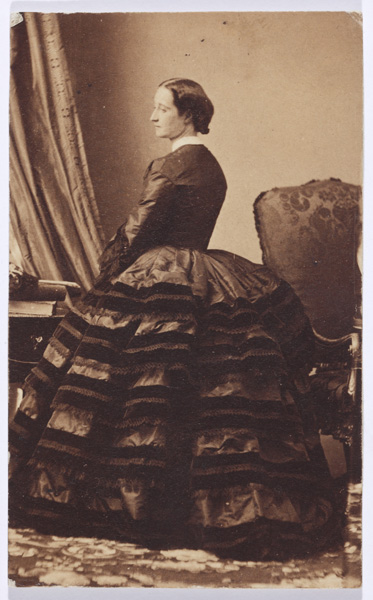
Disdéri & Cia: La Emperatriz de Francia, Eugenia de Montijo

El Museo se corresponde con la tipología museística de casa-museo. Además de su patrimonio material —casa, muebles, objetos decorativos, pintura, textiles— posee otro inmaterial, como son los usos de las habitaciones, los roles familiares, las modas o la forma de vida. En el edificio se recrean diversas salas y ambientes tal y como debió haber sido una vivienda burguesa de ese periodo. Así, informa sobre cómo era la vida cotidiana de una determinada clase social: sus ideas, gustos, tendencias artísticas, creencias, educación u ocio, entre otros.
La colección, integrada en principio por pinturas, mobiliario y ajuares, fue ampliándose mediante donaciones, adquisiciones y legados, de modo que actualmente posee fondos de muy diversa índole, desde objetos de uso cotidiano hasta pintura religiosa, fotografía o miniaturas. Especialmente importante en este capítulo de acopio de fondos fue la época inmediatamente posterior a la Guerra civil, gracias a la Comisaría General del Servicio de Defensa del Patrimonio Artístico Nacional, creada para evitar el expolio artístico durante la contienda. Este organismo enriqueció el museo mediante un depósito que complementaba la colección inicial del marqués de forma notable.
Pintura
Entre su colección de pintura, en primer lugar, destacan artistas que se consideran precedentes del movimiento romántico, como Francisco de Goya (con el cuadro San Gregorio Magno, que pertenecía a un grupo de cuatro pinturas sobre santos, del cual un San Jerónimo se conserva en el Museo Norton Simon de Pasadena), José Aparicio Inglada o Vicente López Portaña. En el segundo tercio del siglo XIX afloran los valores o ideas del Romanticismo; así, en cuanto al paisaje, en el que se encuadra el orientalismo, destacan artistas como Carlos de Haes, Jenaro Pérez Villaamil, Luis Rigalt o José Elbo, y en cuanto al costumbrismo cuenta con amplia representación de artistas madrileños y andaluces. Otro género presente es la pintura de historia, reflejo de alguno de los episodios que tuvieron lugar en la época. En el retrato destacan autores como Federico de Madrazo (de quien se incorporó a la colección, en 2011, un Retrato de Isabel II), Carlos Luis de Ribera y Antonio María Esquivel. Otros autores son Valeriano Domínguez Bécquer, José Gutiérrez de la Vega o Leonardo Alenza, con una de las pinturas icónicas del Romanticismo, la Sátira del suicidio romántico. Otra pintura de cierta fama es un retrato del político Godoy pintado por Antonio Carnicero. El Museo adquirió en 2017 la Virgen del jilguero, obra maestra del pintor español Rafael Tegeo lo que derivó en su primera monográfica entre 2018 y 2019.

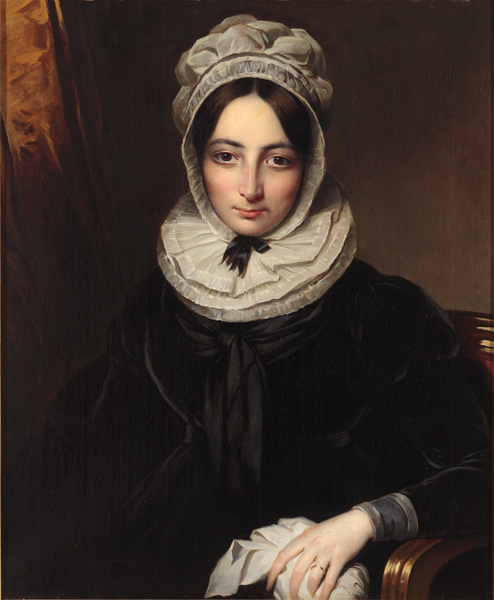
Benjamin de la Cour: María Teresa del Riego.
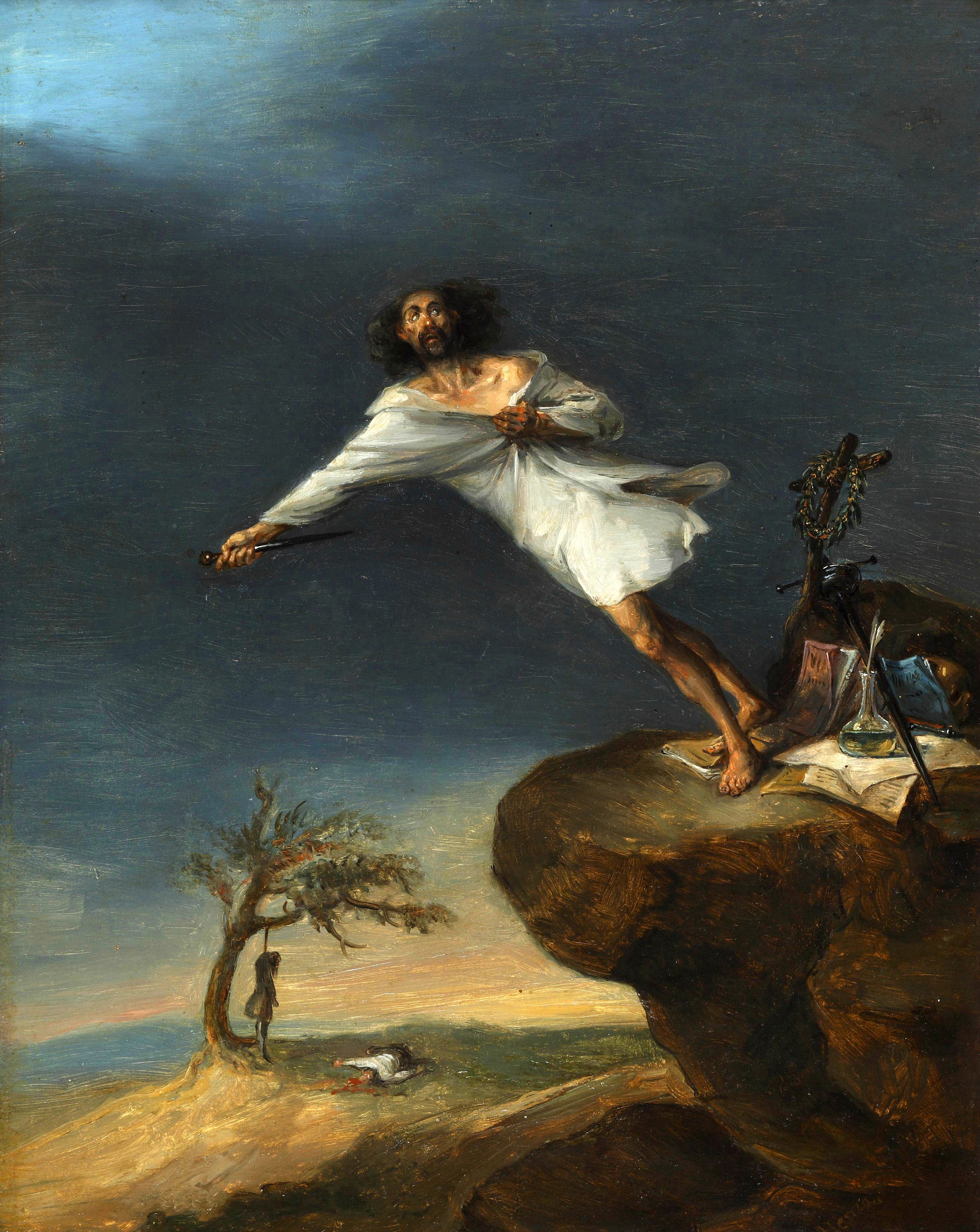
Leonardo Alenza: El suicida, o Sátira del suicidio romántico.
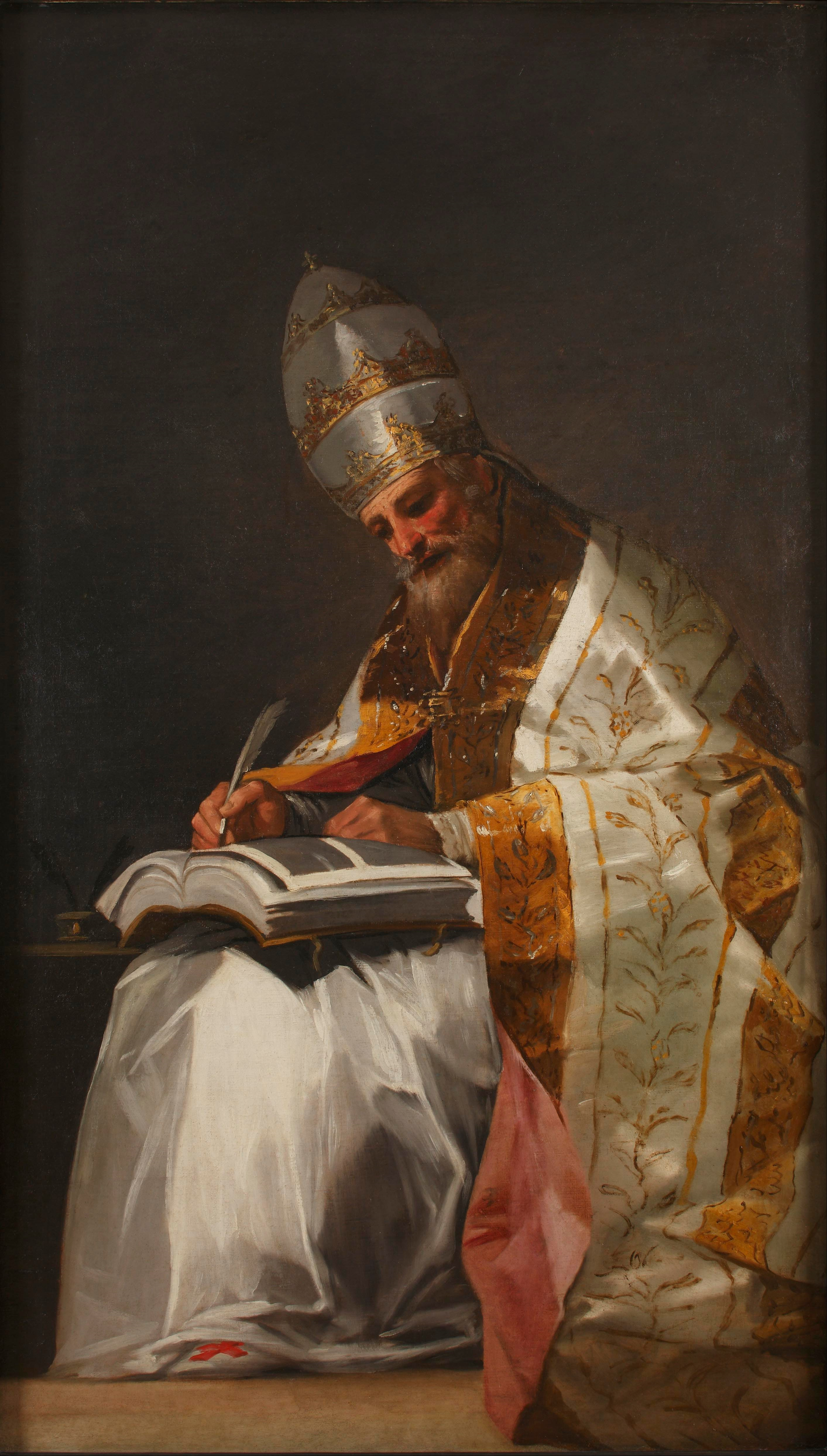
Goya: San Gregorio Magno.
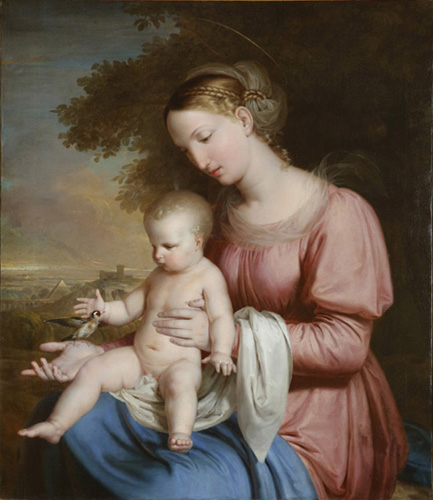
Rafael Tegeo: Virgen del jilguero
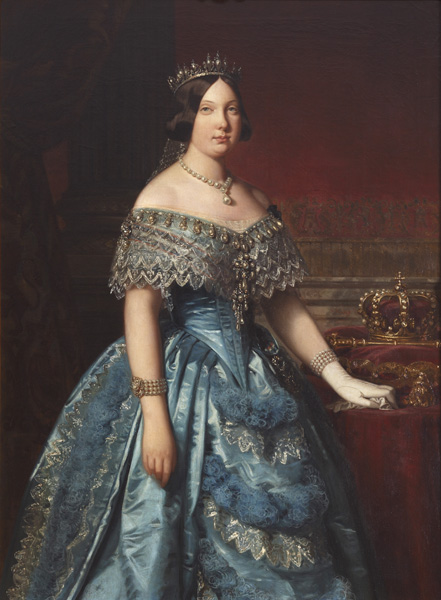
Federico Madrazo: Isabel II.

Miniatura
La colección de miniatura la conforman aproximadamente 275 piezas, en su mayor parte retratos de autores franceses y españoles.
Mobiliario
La colección de mobiliario se compone de cerca de 600 piezas, cuya cronología se extiende desde Fernando VII hasta Isabel II. Algunos de los muebles son estilo imperial francés, que se caracteriza por una profusión de motivos decorativos, que predomina durante el gobierno fernandino y la regencia de María Cristina. Sin embargo, la mayor parte de la colección se corresponde al periodo isabelino, en la cual predomina la búsqueda de comodidad, la riqueza de materiales, el gusto por lo exótico y la abundancia de tapicerías.
Artes decorativas
Entre esta colección destaca el conjunto de porcelana y cerámica, de diversa procedencia; de origen español encontramos objetos procedentes de Sargadelos, La Cartuja, Cartagena o Valdemorillo, mientras que de origen extranjero son las piezas inglesas o las porcelanas de París, Sèvres o Meissen. Asimismo, también destaca el conjunto de barros andaluces y murcianos.
Otras colecciones destacadas son la de abanicos, cuyas piezas abarcan desde el estilo Imperio hasta finales del siglo XIX, y la de litofanías. Entre el resto de obras cuenta con complementos, como joyería o labores manuales femeninas.
Estampa
La colección de estampas es una de las más importantes del Museo, con casi 3000 piezas y una destacada variedad y calidad. La técnica más empleada en las mismas es la litografía, que permitió publicar gran cantidad de ilustraciones para libros y revistas.
Dibujo
A lo largo del siglo XIX el dibujo es considerado como género artístico y alcanza una identidad propia. El Museo cuenta con piezas realizadas en diversas técnicas y temática relacionada con escenas costumbristas, retratos y vistas de Madrid.
Fotografía
La colección se compone de más de 4000 fotografías, de distinta técnica y temática. A nivel técnico abarca desde daguerrotipos y ambrotipos hasta los procesos de producción de la era industrial. Asimismo, cuenta con ingenios visuales, como fotografías estereoscópicas y diaphanoramas.
Otras
Otras colecciones presentes son la escultura, la indumentaria —especialmente complementos—, los juguetes —muñecos, juegos de mesa—, objetos de ajuar doméstico y personal —juegos de tocador, de escribanía o de fumador—, elementos de higiene, armas, numismática y objetos religiosos.